# Die Brigantin von New York
Die Brigantin von New York er en tysk stumfilm fra 1924 af Hans Werckmeister.

## Medvirkende
- Lotte Neumann
- Karl Beckersachs
- Elisabeth Pinajeff
- Hilde Jennings
- Albert Paulig
- Erich Poremski
- Kurt Wolowsky